# Sandfirden
Sandfirden (Fries: Sânfurd) is een dorp in de gemeente Súdwest-Fryslân, in de Nederlandse provincie Friesland. Sandfirden ligt tussen Workum en Oudega en is grotendeels omringd door het water van de Oudegaasterbrekken, de Vlakke Brekken en het Ringwiel. Sandfirden ligt halverwege een doodlopende weg
In 2023 telde het dorp 25 inwoners. Bij de Vlakke Brekken ligt een boerderijcamping.

## Geschiedenis
Sandfirden is ontstaan op een terp en werd toen al vrijwel omringd door het water. 
Het dorp werd in 1132 vermeld als Santforde, of Sandforde. In 1399 werd de plaats vermeld als Zantvoerden, in 1496 als Sandferd, in 1505 als Santfert, in 1537 als Saendferde en in 1718 als Zandvoord. De plaatsnaam zou verwijzen naar een zanderige doorwaadbare plaats (forde -> voorde).
Tot 2011 behoorde Sandfirden tot de voormalige gemeente Wymbritseradeel.

## Kerk
De kerk van Sandfirden is gebouwd in 1732 ter vervanging van een middeleeuwse kerk. De kerk is in de eeuwen daarna een paar keer verbouwd, zo werd onder meer de kerkzaal verhoogd.
De hervormde kerk is het enige rijksmonument van Sandfirden. De kerk wordt gebruikt voor culturele activiteiten en concerten en ook kan er getrouwd worden.

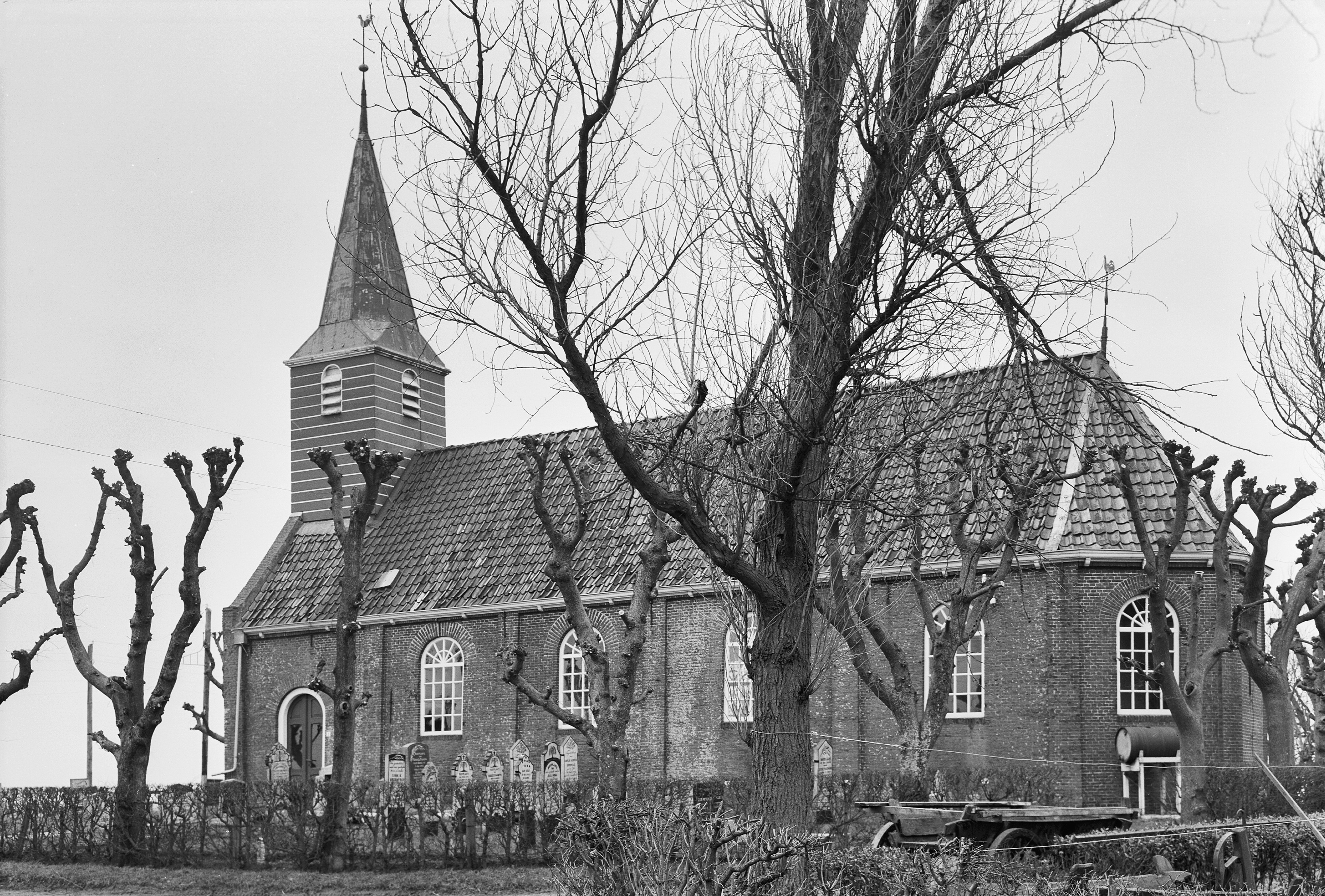
De Kerk van Sandfirden

## Straatnaam
Een opvallend feit is dat het dorp geen straatnaam heeft, de huizen hebben als adres Nummer gevolgd door het huisnummer.
Steden: Bolsward · Hindeloopen · IJlst · Sneek · Stavoren · Workum

Dorpen en gehuchten: Abbega · Allingawier · Arum · Blauwhuis · Bozum · Breezanddijk · Britswerd · Burgwerd · Cornwerd · Dedgum · Deersum · Edens · Exmorra · Ferwoude · Folsgare · Gaast · Gaastmeer · Gauw · Goënga · Greonterp · Hartwerd · Heeg · Hemelum · Hennaard · Hichtum · Hidaard · Hieslum · Hommerts · Idsegahuizum · IJsbrechtum · Indijk · It Heidenskip · Itens · Jutrijp · Kimswerd · Kornwerderzand · Koudum · Kubaard · Loënga · Lollum · Longerhouw · Lutkewierum · Makkum · Molkwerum · Nijhuizum · Nijland · Offingawier · Oosterend · Oosterwierum · Oosthem · Oppenhuizen · Oudega · Parrega · Piaam · Pingjum · Poppingawier · Rauwerd · Rien · Roodhuis · Sandfirden · Scharl · Scharnegoutum · Schettens · Schraard · Sijbrandaburen · Terzool · Tirns · Tjalhuizum · Tjerkwerd · Uitwellingerga · Waaxens · Warns · Westhem · Wieuwerd · Witmarsum · Wolsum · Wommels · Wons · Woudsend · Zurich

Buurtschappen: Abbegaasterketting · Anneburen · Arkum · Atzeburen · Baarderburen · Baburen · Bernsterburen · De Bieren · De Blokken · De Hel · De Grits · De Kat · De Klieuw · De Polle · De Wieren · Dijksterburen · Doniaburen · Draaisterhuizen · Driehuizen · Eemswoude · Engwerd · Engwier · Exmorrazijl · Feyteburen · Flansum · Galamadammen · Gooium · Grauwe Kat · Grote Wiske · Grotewierum · Harkezijl · Hayum · Hemert · Hidaarderzijl · Hoekens · Hornsterburen · Idzega · Idserdaburen · Indijk (Bozum) · Jet · Jonkershuizen · Jousterp · Jouswerd · Kampen · Kleine Gaastmeer · Kleine Wiske · Kleiterp · Kooihuizen · Koufurderrige  · Kromwal · Koudehuizum · Laaxum · Laad en Zaad · Lippenwoude · Lytshuizen · Makkum (Bozum) · Meilahuizen · Montsamaburen · Nijeburen · Nijeklooster · Nijezijl · Oosthem (Witmarsum) · Osingahuizen · Piekezijl · Remswerd · Rijtseterp · Scharneburen · Schrok · Sieswerd · Sjungadijk · Smallebrugge · Sotterum · Speers  · Strand · Swaanwerd · Swarte Beien · Tsjerkebuorren · Vierhuizen · Viersprong · Vijfhuis · Vissersburen  · Het Vliet· Westerlittens · Wolsumerketting · Wonneburen · Ypecolsga

 Voormalige buurtschappen: Aaksens · Angterp · De Band · Barsum · De Bird · Bittens · Bloemkamp · Bootland · Bovenburen · Doniawier · Goëngamieden · Hiddum · Houw · Knossens · De Nes · Ottenburen · Sandfirderrijp · Slijp · Spijk · De Weeren 

Friesland: Steden en dorpen      Nederland: Provincies · Gemeenten